# Caccia al marito
Pour plus de détails, voir Fiche technique et Distribution.
Caccia al marito est un film italien réalisé par Marino Girolami, sorti en 1960.

## Synopsis
Quatre amies, employées d'un grand magasin, partent ensemble en vacances à la recherche d'un bon parti. Leurs prétendants respectifs les suivent et font tout ce qu'ils peuvent pour les reconquérir.

## Fiche technique
- Titre : Caccia al marito
- Réalisateur :Marino Girolami
- Assistant réalisateur : Enzo G. Castellari
- Scénario : Franco Castellano, Marino Girolami
- Photographie : Augusto Tiezzi
- Montage : Franco Fraticelli
- Musique : Carlo Savina
- Costumes : Giulietta Deriu
- Genre : Comédie
- Durée : 110 minutes
- Dates de sortie :
  - Italie : 24 août 1960

## Distribution
- Sandra Mondaini : Ilde Cavazza
- Ennio Girolami : Claudio Massa, le fiancé de Giulia
- Lorella De Luca : Giulia
- Pierre Cressoy : Dario Alberti
- Valeria Fabrizi : Maresa Ferrari
- Raffaele Pisu : Piero, le fiancé de Maresa
- Bice Valori : Giuditta, la nurse
- Gabriele Tinti : l'ingénieur Gabriele Bini
- Joe Sentieri : lui-meme
- Gérard Landry : Duca Massimo De La Roche